# Gina Farmer
Gina Anne Marie Farmer (Christchurch, 12 dicembre 1974) è un'ex cestista neozelandese.
È la sorella di Sally Farmer.

## Carriera
Con la Nuova Zelanda ha disputato i Giochi olimpici di Sydney 2000, quelli di Atene 2004 e i Campionati mondiali del 1994.